# 冰博克
冰博克是一种炼乳饮料。首先人們将牛奶冷冻至冰点以下，再在解冻時去除水分。這一生產工藝來自德国一個名為冰馏博克（Eisbock）的啤酒。

## 歷史
2017年的世界咖啡师大赛上，加拿大咖啡师本·普特（Ben Put）将冰馏博克技術引入咖啡领域。2018年4月，北京九月上咖啡馆的主理人庞卉在世界咖啡师大赛中国区选拔赛中也使用了該技术，并獲得季军。庞卉又將該技術傳授給咖啡师潘志敏。潘志敏的老师魏凌鹏将此種技術翻译成「冰博克」。2018年6月，潘志敏前往荷兰阿姆斯特丹參加世界咖啡师大赛，他在比賽時提到要用冰博克制作咖啡，而且冰博克相對於普通牛奶，甜度由12%增加到21%，人們可以從加入冰博克的咖啡中品尝到各種味道。
後來中國各地的咖啡館開始引入冰博克並在冰博克中加入咖啡。2018年，上海必如食品有限公司团队在走访咖啡厅和奶茶店时发现了冰博克。隨後該公司將冰博克技術引入生產線並大規模生產。必如還推出與冰博克同名的品牌。
2020年年末，必如与全中国9座城市的12家咖啡店开展联名快闪活动，同一时期，喜茶、乐乐茶相继上新冰博克系列饮品，截止2022年冰博克已覆盖了中国近万家咖啡茶饮门店。
2021年10月20日，必如的冰博克品牌获得不惑创投数千万元Pre-A轮融资。